# Ignacy Jeż
Ignacy Ludwik Jeż (ur. 31 lipca 1914 w Radomyślu Wielkim, zm. 16 października 2007 w Rzymie) – polski duchowny rzymskokatolicki, biskup pomocniczy gorzowski w latach 1960–1972 (do 1967 formalnie gnieźnieński), biskup diecezjalny koszalińsko-kołobrzeski w latach 1972–1992, od 1992 biskup senior diecezji koszalińsko-kołobrzeskiej, przewidziany do kreacji kardynalskiej na konsystorzu w 2007.

## Życiorys
Ukończył III Liceum Ogólnokształcące im. Adama Mickiewicza w Katowicach. W latach 1932–1937 studiował teologię na Wydziale Teologicznym Uniwersytetu Jagiellońskiego. Obronił magisterium z historii Kościoła. 20 czerwca 1937 został wyświęcony na prezbitera przez biskupa Stanisława Adamskiego.
Podjął pracę duszpasterską jako wikariusz w parafii Wniebowzięcia Najświętszej Maryi Panny w Hajdukach Wielkich (następnie Chorzów-Batory). W sierpniu 1942 został aresztowany przez Niemców za odprawienie mszy za zmarłego w niemieckim obozie koncentracyjnym proboszcza Józefa Czempiela (późniejszego błogosławionego). Był więziony w obozie koncentracyjnym Dachau (nr obozowy 37196), gdzie osobiście poznał ojca Józefa Kentenicha, założyciela Międzynarodowego Ruchu Szensztackiego (później był wieloletnim protektorem i opiekunem Ruchu Szensztackiego w Polsce). Po wyzwoleniu obozu pełnił funkcję kapelana obozu repatriacyjnego w Göppingen koło Stuttgartu. Powrócił do Polski w maju 1946. Był wikariuszem w parafii w Radlinie i parafii św. Szczepana w Katowicach-Bogucicach. W latach 1946–1960 pracował jako katecheta i dyrektor Gimnazjum Katolickiego im. św. Jacka w Katowicach oraz rektor niższego seminarium duchownego.
20 kwietnia 1960 został prekonizowany biskupem pomocniczym gorzowskim ze stolicą tytularną Alba Maritima. Konsekrowany został 5 czerwca 1960 przez kardynała Stefana Wyszyńskiego. Brał udział w obradach soboru watykańskiego II. Był współautorem listu biskupów polskich do biskupów niemieckich z 1965.
W czerwcu 1972 został prekonizowany pierwszym biskupem diecezjalnym nowo utworzonej diecezji koszalińsko-kołobrzeskiej. Erygował ok. 100 nowych parafii, doprowadził do budowy nowego budynku Wyższego Seminarium Duchownego w Koszalinie. Zorganizował wizytę w Koszalinie papieża Jana Pawła II w dniach 1–2 czerwca 1991. Uczestniczył w pracach Komisji Episkopatu Polski ds. Środków Społecznego Przekazu, a także Komitetu Księży Polskich b. Więźniów Obozów Koncentracyjnych, którego był wieloletnim przewodniczącym. 1 lutego 1992 został przeniesiony w stan spoczynku, a jego następcą w diecezji koszalińsko-kołobrzeskiej mianowano biskupa pomocniczego katowickiego Czesława Domina.
Zmarł 16 października 2007 w klinice Gemelli w Rzymie. Następnego dnia na zakończenie audiencji generalnej papież Benedykt XVI poinformował, że na konsystorzu 24 listopada 2007 zamierzał wynieść go do godności kardynalskiej. Został pochowany 23 października 2007 w krypcie bazyliki konkatedralnej Wniebowzięcia NMP w Kołobrzegu.

## Odznaczenia, wyróżnienia, upamiętnienie
Postanowieniem prezydenta RP Lecha Kaczyńskiego z 2 czerwca 2007 „za wybitne zasługi na rzecz przemian demokratycznych w Polsce, za zaangażowanie w niesieniu pomocy ludziom potrzebującym oraz za działalność na rzecz współpracy polsko-niemieckiej” został odznaczony Krzyżem Wielkim Orderu Odrodzenia Polski. W 2005 uhonorowano go Wielkim Krzyżem Zasługi Republiki Federalnej Niemiec.
Nadano mu honorowe obywatelstwo: Koszalina (1994), miasta i gminy Radomyśl Wielki (2004), Słupska (2006), Połczyna-Zdroju (2006), Katowic (2007) i Kołobrzegu (2008).
Postanowieniem z 28 czerwca 2007 Senat KUL-u przyznał mu medal „Za zasługi dla Katolickiego Uniwersytetu Lubelskiego”. Uroczystość wręczenia medalu zaplanowana była na grudzień 2007.
W 1997 został odznaczony Medalem Polonia Mater Nostra Est. W 2007 został laureatem Nagrody im. Wojciecha Korfantego przyznanej przez Związek Górnośląski. Kawaler Orderu Uśmiechu.
W 2008 poświęcono rondo jego imienia przy zbiegu ulic Sobieskiego i Banacha w Słupsku. W 2009 uchwałą Rady Miejskiej w Koszalinie nadano imię Kardynała Ignacego Jeża skrzyżowaniu ulic Fałata–Gdańska z ul. Orląt Lwowskich–Jana Pawła II. W 2009 uchwałą Rady Miasta Kołobrzeg nadano imię Kardynała Ignacego Jeża rondu przy zbiegu ulic Młyńskiej i Szpitalnej. W 2009 został patronem Zespołu Szkół Publicznych w Brzeżnie i Zespołu Szkół w Tymieniu.
30 stycznia 2009 Poczta Polska wydała w nakładzie 400 000 serię znaczków „Ocaleli z zagłady”. Na jednym z nich znalazł się wizerunek Ignacego Jeża. Ze względu na drobne błędy techniczne 24 lutego 2009 całą serię wycofano z obrotu.

## Publikacje
- 1989: Listy pasterskie w latach 1972–1988
- 1993: Błogosławcie Pana światła i ciemności (przetłumaczone na język niemiecki)
- 2000: W 1000-lecie powstania biskupstwa w Kołobrzegu (praca zbiorowa pod redakcją bpa Ignacego Jeża). ISBN 83-87739-33-2
- 2001: Nawrócenie przywilejem wolności (nauki rekolekcyjne dla Episkopatu Polski wygłoszone w 2000 roku). ISBN 83-88648-30-6
- 2004: Świadek historii. Na jubileusz 90. urodzin Jego Ekscelencji Biskupa Seniora Ignacego Jeża. ISBN 83-87317-47-0
- 2005: Przygody z Opatrznością. ISBN 83-7030-428-1
- 2005: Nadzwyczajnie zwyczajny. Biskup uśmiechu o Janie Pawle II. ISBN 83-7030-451-6
- 2008: Biskup uśmiechu (zbiór wywiadów z bp. Jeżem opublikowanych w tygodniku „Niedziela”). ISBN 978-83-904078-7-6